# 劇場版 鬼太郎 日本爆裂！！
劇場版 鬼太郎 日本爆裂！！ （げきじょうばん げげげのきたろう ニッポンバクレツ）是2008年12月20日所上映的鬼太郎（第5期）電視系列電影，播放時間為八十三分。

## 解説
2008年是『鬼太郎』在1968年第1期放送開始到現在的第40周年、而作為第5作的初次長編動畫電影也因此被賦予連繫這四十週年大項目的重要位置。所以本作就成為TV系列最終回之後的事件。劇中總計有120個妖怪登場。
本片的特色就是依上映區域而有的「當地版本」、貓女在本作的場景中會依據上映區域而有不同的角色扮演、另外她也會在奔馳在各地的名勝之中。在台湾上映的是关西版本。
作為特典電影的則是「咯咯咯祭典！！五大鬼太郎」。這部電影再現了以前不同版本的鬼太郎、而到目前為止為鬼太郎配音過的野澤雅子、戶田惠子、松岡洋子等人也是分別替過去的鬼太郎加以配音。劇中包括歷代貓女、歷代鼠男、歷代一反木綿也都會登場。
DVD＆藍光光碟在2009年6月21日發售。其中DVD＆藍光光碟則是收錄了所有的「當地版本」。

## 故事大綱
風祭華是名高中女生，最近為了發生在身旁的奇怪現象而煩惱、於是想到小時候奶奶教她遇到這種事情可以求助「鬼太郎」，因此她寫信去向鬼太郎求救。
但在鬼太郎知道前、小華就被鏡子爺爺抓走、還讓她的家人失去對小華的記憶。而鬼太郎也被關進了鏡子世界、同伴們也被送到全國各地。
好不容易鬼太郎和小華終於逃了出來、但因為被家人所遺忘的衝擊，使小華的心中有了希望讓世界消滅的想法、結果造成了妖怪們開始產生異變。另外一方面、即使是能力高強的閻魔大王都會害怕的古代妖怪夜刀神也打算要復活並且毀滅整個日本....。

## 工作人員
- 原作：水木茂
- 系列構成、劇本：三條陸
- 劇本監修：京極夏彦
- 音樂：横山菁児
- 角色設定：上野ケン
- 總作画監督：浅沼昭弘
- 作画監督補佐：仲条久美、薮本陽輔、信実範子、袴田祐二
- 美術監督：本間禎章
- 色彩設計：辻田邦夫
- 數位合成監督：白鳥友和
- CG監督：森田信廣
- 錄音：池上信照
- 音響効果製作：スワラプロ
- 音響効果：今野康之
- 錄音工作室：タバック
- 編輯：福光伸一
- 製作担當：柳義明
- 杜比音效顧問：森幹生、河東努、コンチネンタルファーシースト
- 網路編集：TOVIC
- 動畫制作：東映動畫
- 製作人：情野誠人（富士電視台）、池田慎一（讀賣廣告社）、櫻田博之（東映動畫）
- 首席製作人：木村京太郎（讀賣廣告社）
- 導演：古賀豪

## 角色

### 日本爆裂!!
- 鬼太郎：高山南：詹雅菁(台灣)
- 眼珠老爹：田之中勇：李世揚(台灣)
- 貓女：今野宏美：雷碧文(台灣)
- 鼠男：高木涉：李世揚(台灣)
- 撒砂婆婆：山本圭子：許雲雲(台灣)
- 子泣爺爺：龍田直樹：陳幼文(台灣)
- 塗壁：龍田直樹：陳幼文(台灣)
- 一反木綿：八奈見乘兒：李世揚(台灣)
- 風祭華：小林沙苗：雷碧文(台灣)
- 風祭京夜：藤田淑子：許雲雲(台灣)
- 華的母親：折笠愛：詹雅菁(台灣)
- 華的祖母：江森浩子：許雲雲(台灣)
- 夜刀神：小杉十郎太：陳幼文(台灣)
- 鏡爺爺：石塚運昇：曹冀魯(台灣)
- 日比野麻耶：半場友惠：許雲雲(台灣)
- 蒼坊主：古川登志夫：曹冀魯(台灣)
- 女塗壁：田中真弓：許雲雲(台灣)
- 川獺：丸山優子
- 人魚女妖：池澤春菜：詹雅菁(台灣)
- 小豆洗：小西克幸
- 呼子：中山沙良：許雲雲(台灣)
- 傘妖：高戶靖廣
- 釣瓶落：江川央生
- 夜道怪：中田讓治
- 赤蛇：立木文彦
- 閻魔大王：鄉里大輔：曹冀魯(台灣)
- 宋帝王：竹本英史
- 五官王：廣瀬正志
- 管家：織田優成：李世揚(台灣)
- 學生：松原大典
- 強盜：藤本隆弘
- 滑瓢：青野武：陳幼文(台灣)
- 貝亞德：柴田秀勝：孫德成(台灣)
- 天狗警察、他4役：京極夏彦（特別出演）
- 則平（工事現場的作業員）：小林則一（特別出演）
- 大塚範一：大塚範一（特別出演、本人役）
- 高島彩：高島彩（富士電視台主播）（特別出演、本人役）
- 皆藤愛子：皆藤愛子（特別出演、本人役）
- 中田宏：中田宏（橫濱市長、關東・甲信越版本）（特別出演、本人役）
- 東國原英夫：東國原英夫（宮崎縣知事 九州・沖繩版版）（特別出演、本人役）
- 多拉：無聲（中日龍隊吉祥物、中部・北陸版）（特別出演）

### 咯咯咯祭典!!五大鬼太郎
- 一期・二期鬼太郎：野澤雅子（特別出演）
- 三期鬼太郎：戶田惠子（特別出演）
- 四期鬼太郎：松岡洋子（特別出演）
- 五期鬼太郎：高山南
- 眼珠老爹：田之中勇
- 貓女：今野宏美
- 鼠男：高木渉
- 則平鬼太郎：小林則一（特別出演）

## 主題曲
- ゲゲゲの鬼太郎
  - 作詞：水木茂　作曲：いずみたく 編曲：THE 50RPM's　歌：THE 50RPM's/妖怪横丁隊

## 其他
負責劇本・系列構成的三條、在雜誌『大人動畫』的訪問中，表明本作中登場讓鬼太郎喜歡上的人類少女・風祭華是要向電視動畫第三作登場的天童夢子致敬而出現的人物。鏡爺爺則是第3作夢子初登場時出現的妖怪、據說為了讓他在劇場版和小華一起登場，於是就沒有使他在系列作中登場。在此劇場版故事中；鬼太郎將被鏡爺爺給透明化的小華當成是隱形的敌人压制在地上，結果摸到胸部被賞一巴掌，和動畫第三作鬼太郎第一次遇到夢子時有同樣的情節。

## 外部連結
- 互联网电影数据库（IMDb）上《劇場版 鬼太郎 日本爆裂！！》的资料（英文）